# Sas II
Sas II  – polski herb szlachecki, odmiana herbu Sas.

## Opis herbu
W polu czerwonym półksiężyc złoty, zwrócony barkiem ku dołowi, nad nim – pomiędzy dwiema gwiazdami złotymi – strzała srebrna grotem ku górze skierowana. W klejnocie siedem piór pawich przebitych strzałą srebrną w lewo.

## Herbowni
Palmitowski, Paschalski, Podmichalski, Porembalski, Porębalski, Przewoziecki.